# 張星鍔
張星鍔（？—？），中國清朝官員，四川峨嵋縣人。
同治十年（1871年）辛未科進士。選翰林院庶吉士。加捐同知銜。曾任福建嘉義縣、晉江縣知縣。光緒十一年（1885年）九月調任鳳山縣知縣，後升署臺灣府中路撫民理番同知。
後因緝捕盜匪無功，於光緒十三年（1887年）六月遭劉銘傳革職。卸任後，張員狀告台灣道劉璈「歲吞銀五十萬兩」，為劉員丟官判刑主因之一。